# Pachygrapsus plicatus
Pachygrapsus plicatus är en kräftdjursart som först beskrevs av H. Milne Edwards 1837.  Pachygrapsus plicatus ingår i släktet Pachygrapsus och familjen ullhandskrabbor. Inga underarter finns listade i Catalogue of Life.